# Senmoderne samfund
Det senmoderne samfund er et sociologisk begreb af den engelske sociolog Anthony Giddens. Begrebet betegner tendenser og karakteristikker i nutidens samfund. Det senmoderne samfund byder på en række ændringer i samfundet set i forhold til den tidligere periode, det moderne samfund. Det senmoderne samfund har sin stille begyndelse allerede efter 2. verdenskrig, men forandringerne var først tydelige i og efter 1970'erne, hvor sociologer blev overbeviste om at en ny samfundstype var på vej. Denne nye samfundstype har et utal af navne som servicesamfund, informationssamfund, netværkssamfund, samt post-moderne eller post-industrielt samfund. Det er især de to sidstnævnte Giddens gør lidt op med, i og med at han hævder at den nye samfundstype er en fortsættelse af moderniteten.
Det senmoderne samfund kendetegnes ved aftraditionalisering, individualisering, urbanisering, globalisering, ændringer i familiestruktur og kønsroller. Det senmoderne samfund er også præget af store byer, hvis indbyggere er beskæftiget i serviceerhverv, industrialiseringen er for længst gennemført, og den igangværende it-revolution ændrer vores forhold til information.
Mens Anthony Giddens er ophavsmand og den vigtigste sociolog i forbindelse med begrebet, er det co-udviklet af flere sociologer, som alle har givet deres bud på hvad begrebet indebærer. Af sociologer foruden Anthony Giddens, hvis tanker også er toneangivende angående det senmoderne samfund, kan der nævnes Ulrich Beck, som kalder det senmoderne samfund for risikosamfundet og Thomas Ziehe, der er professor i pædagogik, som har skrevet kritisk om den øgede refleksivitet og individualisering. Samt Zygmunt Bauman som kalder det senmoderne samfund for den flydende modernitet og har fokuseret på indflydelsen fra den økonomiske globalisering. I Danmark har forfatteren Henrik Jensen gjort sig bemærket som en kritiker af moderniseringens udviklingstræk.

## Centrale tendenser
Anthony Giddens mener at det senmoderne samfund er en radikalisering og dermed en fortsættelse af moderniteten, men ikke en afløsning. Netop derfor er der ikke tale om et postmoderne samfund (som indebærer et brud med moderniteten). Det senmoderne samfund kendetegnes ved opløsning af traditioner og traditionelle fællesskaber, samt en individualiseret værdipluralistisk kultur med en stærkt øget refleksivitet. Det senmoderne samfund er præget af selvrealisering, med en endeløs række af valg blandt en næsten lige så endeløs række af muligheder, som betyder stor personlig frihed for individet, men også et næsten overvældende ansvar for at træffe de rigtige valg.

### Adskillelse af tid og rum
I det traditionelle samfund var det nødvendigt at man var tilstede på samme sted og tid hvis man ville kommunikere med nogen. Den moderne teknologi har gjort det muligt at kommunikere med andre på store afstande, hvor som helst på kloden. Man kan sende en besked, som modtageren vil modtage på et senere tidspunkt. Denne adskillelse af tid og rum i forbindelse med menneskelige interaktioner byder på en anderledes type sociale relationer og samværsformer. Disse er især synlige i diverse sociale medier og har tendens til at være mindre nære og dybdegående, samt til at tage tid fra familielivet og de nære venne-relationer. Omvendt er der også en større social berøringsoverflade, der giver mulighed for mere kontakt med en større del af den udvidede familie og gamle venner, samt at vedligeholde kontakt på trods af adskillelsen i tid og afstand.

### Udlejring af sociale systemer
Anthony Giddens siger at vi i det senmoderne samfund er afhængige af abstrakte eller ekspert-systemer og symbolske tegn, samt at der sker en udlejring af sociale relationer.
Abstrakte og ekspert-systemer kan have forskellig karakter. Borgere i det senmoderne samfund er tvunget til at have tillid til de abstrakte systemer. Forældre og børn bliver helt afhængige af, at der er eksperter i børnepasning og undervisning som kan tage over, mens forældrene er på arbejde. Anthony Giddens kalder dette udlejring af sociale relationer, fordi der netop tales om opgaver der før blev udført af familien. I det senmoderne samfund er der eksperter til alt, lige fra sundhedspleje til trafiksikkerhed. Denne udlejring af sociale systemer til abstrakte systemer gør også det senmoderne samfund afhængigt af det Giddens betegner som symbolske tegn. Symbolske tegn er oftest en del af udlejringen. Det bedste eksempel på et symbolsk tegn er penge.
De abstrakte systemer kan derfor ikke undværes i et senmoderne samfund, hvor globaliseringen og den teknologiske udvikling gør, at vi er afhængige af de abstrakte systemers evne til at fungere, samtidig med at vi også er afhængige af, at de ekspertpersoner som udvikler og styrer de abstrakte systemer, gør det på en sådan måde, at de systemer der laves, er sikre.

### Øget refleksivitet
Et af de centrale kendetegn ved det senmoderne samfund er opløsning af traditioner og traditionelle fællesskaber, samt en individualiseret værdipluralistisk kultur med en stærkt øget refleksivitet. Aftraditionaliseringen gør, at ingen normer, værdier og livsforløb længere er noget det senmoderne menneske får fra fællesskabet, men er blevet noget man selv vælger. Af den grund er det senmoderne samfund præget af kontinuerlig individualisering og selvrealisering, hvor enhver social aktivitet er en anledning til refleksion. Alt i det senmoderne menneskeliv er et valg: arbejde, omgangskreds, fritid, partner osv. osv.
I det senmoderne samfund er de nærmeste relationer ikke længere nødvendigvis kernefamilien, men kan være f.eks. venner og bekendte, eller nye alternative familiestrukturer. Sociologen Lars Dencik taler om fire forskellige typer af familier i det senmoderne samfund: teamfamilien, den traditionelle stærke familie, svingdørsfamilien og det sociale akvarium.

## Risikosamfund
Den tyske sociolog Ulrich Beck kalder den nye samfundstype for risikosamfundet (Risikogesellschaft (1986)). Han mener at det senmoderne samfund er kendetegnet ved dets produktion af risici, og er et pessimistisk syn på den moderne udviklingstanke. Hvor det moderne samfund producerede værdier og goder til samfundet, som ganske vist blev fordelt ulige, så producerer det senmoderne samfund risici som rammer mere lige. Med risici mener Beck samfundsskabte problemstillinger. Disse er ikke altid objektivt målbare og kan derfor afhænge meget af det refleksive individs perspektiv, hvor definitionerne og forståelsen af problemerne har en afgørende rolle. Terrorisme og klimaforandringer er gode eksempler. Beck selv mener at risikosamfundet skal forstås som et civilisationskritisk begreb, mens Giddens mener at begrebet passer ind i hans egne teorier.

## Kritik af moderniseringen
Hvor Jean-Jacques Rousseau i bogen "Samfundspagten" beskrev forholdet mellem samfundsfællesskabet og individet som en stiltiende aftale, hvor individet giver afkald på sin ubetingede frihed og indgår en forpligtelse til at respektere og overholde de love og regler, som samfundet hviler på, mener nogle kritikere af det senmoderne samfund, at denne samfundspagt reelt er opsagt i dag. Henrik Jensen mener i sin debatbog "Det ordentlige menneske", at "Moderniseringen medfører en relativisering af moralen, vi går fra moral til ‘etikker‘ og derfra til ‘hvordan det føles‘. Den globaliserede verden er uordentlig, længe før den bliver kaotisk. Hvor nomos - loven - rådede, indtræder anomi - normopløsning." Han fortsætter: "Anomi er en tilstand, der opstår, når muren eroderer eller ligefrem kollapser, og der ikke længere er faste moralske sigtepunkter til at afgrænse, lede og fastholde menneskers og gruppers handlinger i den sociale helheds interesse." Efter Jensens mening bliver resultatet det, han kalder "moderne barbarer" kendetegnede af ansvarsløshed, korruption, anarki, åbenlyst snylteri på det offentlige baseret på "rettighedskulturen" og psykopatisk adfærd fx at stjæle biler, køre cyklister ned og bestjæle dem.

### Dansksproget eller oversat til dansk
- *Beck, Ulrich(1999): Risikosamfundet: på vej mod en ny modernitet. – Hans Reitzel
- Giddens Anthony (1995): Sociologi – en kort, men kritisk introduktion, Kbh.
- Giddens, Anthony (2000): Modernitet og selvidentitet: selvet og samfundet under sen-moderniteten, Hans Reitzel (Kbh.).
- Giddens, Anthony (2001): Modernitetens konsekvenser, Hans Reitzel, Kbh.
- Habermas, Jürgen (1981): Strategie des kommunikativen Handelns, Frankfurt a.M
- Jensen, Henrik: Det ordentlige menneske; Kristeligt Dagblads Forlag A/S 2009; ISBN 978-87-7467-040-7

### Fremmedsproget
- Zygmunt Bauman, Liquid Modernity. Cambridge: Polity Press ISBN 0-7456-2409-X
- Ulrich Beck, Anthony Giddens og Scott Lash. 1994.Reflexive Modernization: Politics, Tradition and Aesthetics in the Modern Social Order. Blackwell.
- Ulrich Beck: Risk Society. SAGE Publications 1992.
- Anthony Giddens: The Consequences of Modernity. Stanford University Press 1991.
- Habermas, Jürgen (1981): Strategie des kommunikativen Handelns, Frankfurt a.M
- Scott Lash: The Sociology of Postmodernism. Routledge, 1990.
- Jean-Jacques Rousseau: Samfundspagten, kapitel 6; København 1987; ISBN 87-7245-189-0